# Jason Watt
Jason Watt (24 febbraio 1970) è un pilota automobilistico danese.
Watt ha goduto di una fruttuosa carriera nel karting prima di passare alla Formula Ford nel 1992. Ha vinto la Formula britannica Lotus Winter Series nel 1993, vincendo il campionato, e vincendo negli anni seguenti il campionato Ford di Formula Hatch e il campionato britannico di Formula Ford.
Nel 1995, Watt vinse la Formula Opel Euroseries e partecipò a una gara unica nel campionato tedesco di Formula 3. Nel 1996 ha partecipato al Campionato Internazionale Turismo, guidando una JAS Engineering iscritta dall'Alfa Romeo.
La carriera di Watt era progredita fino al campionato internazionale di Formula 3000 del 1997, dove era riconosciuto come uno dei migliori talenti emergenti.
La carriera di pilota di Watt è stata segnata da un incidente in moto verso la fine del 1999, che lo ha lasciato paralizzato dal petto in giù. Da allora ha continuato a correre con successo con vetture da turismo alla guida appositamente modificate, e nel 2002 ha vinto il Danish Touring Car Championship.
Nel marzo 2008, Watt ha formato la sua squadra di auto da turismo con la SEAT. Il team Bygma Jason Watt Racing ha disputato il gran premio della Germania della FIA WTCC 2009.
Nel 2012 Watt passò dalle auto da turismo alle corse automobilistiche di Legends.
Ha vinto nella sua carriera Formula Ford Festival 1994, Campione britannico Ford 1994, Campionato Danese Turismo 2002.